# Neha Kakkar
Neha Kakkar (n. el 6 de junio de 1988 en Rishikesh, India) es una cantante india.
Neha inició su carrera a la edad de 4 años. Dedicó su niñez a Maata Rani, fue la cantante reconocida más joven en Delhi, conocida por su voz enérgica y carismática de Maata ki bhente. 
Como una verdadera estrella de rock, Neha tiene una de las combinaciones más singulares de cantar y bailar. Sus actuaciones son impresionantes como también lo son sus movimientos y sus propios ritmos que han sido un regalo para sus fans. Ha realizado más de 1000 conciertos en directo. 
Neha fue una de las concursantes más populares en el "Indian Idol". Ritesh Deshmukh, la anunció como su propio ídolo. Ella continuó su carrera dentro de los espectáculos mecedoras, desafiando a los ganadores de los otros reality shows como Abhijeet Sawant, Ishmeet y entre otros. En el nuevo espectáculo, "Jo Jeeta Wohi Superstar" en "Star Plus", lo hizo bastante bien por sí misma, ya que fue la penúltima concursante femenina en abandonar el programa antes de embolsar el título de la Shakira india de la serie.
Después de alcanzar grandes cotas de éxito como en el "Indian Idol" (Sony), "Jo jeeta Wohi superstar" (Starplus), "Comedy Circus" (Sony), Neha ha producido con su cantante favorito Sukhwinder Singh en "Meerabai Not Out". El título de la canción "Naa aana iss des de LAADO", surgió de un programa televisivo. Mismo Shahrukh Khan, le dio las gracias y le encantó su canción. Ella ha interpretado en un programa llamado "Yo "Yo Honey Singh", con su single titulado "SATAN".

## Filmografía
| Título de la canción            | Película                | Año  |
| ------------------------------- | ----------------------- | ---- |
| "Jadoo Ki Jhappi"               | Ramaiya Vastavaiya      | 2013 |
| "Dhating Naach"                 | Phata Poster Nikla Hero | 2013 |
| "Second Hand Jawani             | Cocktail                | 2012 |
| "Woh Ek Pal"                    | Not a Love Story        | 2011 |
| "Bareilly Ke Bazzar Mein Remix" | Jail                    | 2009 |
| "Blue theme"                    | Blue                    | 2009 |
| "Hai Rama"                      | Meerabai Not Out        | 2008 |

## Otros
- "Shahrukh Khan Anthem
- "Naa Aana Iss Des Laado"

- Datos: Q14917099
- Multimedia: Neha Kakkar / Q14917099